# Kate Brownlee Sherwood
Katherine Margaret Brownlee Sherwood (24 de septiembre de 1841 - 15 de febrero de 1914) fue una poetisa, periodista, traductora, filántropa y mecenas literaria estadounidense. Fue la fundadora de la organización Woman's Relief Corps y su segunda presidenta.
Sherwood fue la autora de obras como Camp-Fire and Memorial Poems (1885), Dreams of the Ages; a Poem of Columbia (1893), The Memorial of the Flowers (1888) y Guarding the Flags (1890). Helen Louisa Bostwick Bird y Alice Williams Brotherton fueron poetisas contemporáneas de Sherwood, también de Ohio.
Su poema conmemorativo Albert Sidney Johnston fue escrito por invitación del comité ejecutivo para las ceremonias de inauguración de la estatua ecuestre del General Albert Sidney Johnston, celebradas bajo los auspicios del Ejército de la División de Tennessee en Nueva Orleans.

## Obras seleccionadas
- 1884, The Great Army
- 1885, Camp-fire, Memorial-day and other poems
- 1887, Memorial poem
- 1890, Lucy Webb Hayes
- 1890, The Massachusetts woman
- 1893, Dream of the ages: a poem of Columbia
- 1894, Circumstances